# 西湖集体迁墓
西湖因为风景秀美，自古以来就有许多名人长眠于此，在1936年彻底禁止修建坟前，周边存在很多名人墓葬。1955年和1964年，浙江省有关部门在毛泽东指示下主动清理了西湖周边的墓葬，是为西湖集体迁墓。

## 背景
西湖周边从古至今埋葬有许多历史人物，但是在1927年北伐胜利政府逐步禁止了在西湖周边建设墓葬。1927年11月到任的杭州市长陈屺怀颁布《杭州市取缔西湖建筑规划》禁止在孤山预备收归国有，周边禁止营造一切建筑；1932年杭州市政府第77次市政会议通过《杭州市禁葬区域内已葬坟墓登记规则》，进一步规定环湖区域、公路沿线、风景名胜周边150米内禁止营葬；杭州首批公墓于1936年6月竣工后，杭州市政府颁布命令，当年6月16日后禁止在市区内公墓以外各地营葬，此后西湖就不再能够建设墓地。以徐自华为例，其在1935年7月12日逝世，与秋瑾相约埋骨西泠，受此禁令影响，直到抗战杭州沦陷后她妹妹徐蕴华于1943年4月16日请石工帮忙，将徐自华棺柩埋入秋瑾墓旁边的生圹。西湖墓葬的清理起于1929年6月举办首届西湖博览会。西湖博览会筹备期间，筹办方在北山路会场周边清理了大量不伦不类的墓葬和有损西湖景观的墓葬，同时修复了苏小小墓、陈文龙墓、岳飞墓等西湖名人墓葬。

## 1954年迁墓
1953年11月至1954年1月，毛泽东一直下榻杭州刘庄。某日与浙江省委第一书记江华一同远眺，看到孤山一带有很多墓地，就感叹道：“西湖边的坟墓太多了，这些坟墓可以拆迁一下，埋到郊区去。”江华表示立刻照办，动员浙江省委工作人员连夜将西湖周边，尤其是刘庄附近的坟墓清理光。毛泽东在清明节前夕又和浙江省公安厅厅长王芳聊到西湖墓葬，指示：“除了岳王墓等少数几个有代表性的人物的坟墓外，其他的应该统统迁到别处去。西湖风景区应该成为劳动人民休息和游览的地方，不能让人们看到这里到处是坟堆、墓碑，这些真是大煞风景啊。”然而杭州市委对拆墓并不同意，3月1日向浙江省委汇报将会保留秋瑾墓、苏小小墓、林和靖墓、徐锡麟墓、张苍水墓、章太炎墓，拆除陶成章墓、苏曼殊墓、武松墓等14座墓葬。地方民主党派则向周恩来反映此事，周恩来立刻叫停了此事，已经拆毁的12座墓葬都得到恢复。

## 1965年迁墓
1964年年末，文革前夕，毛泽东秘书胡乔木在西湖汪庄5号楼休养时写了一首《沁园春·杭州感事》，词中写道：“土偶欺山，妖骸祸水，西子犹污半面妆。天共我，吼风奇剑，扫汝生光！”给毛泽东看后，毛泽东将其最后一句改为“谁共我，舞倚天长剑，扫此荒唐”，并且批语：“杭州及别处，行近郊原，处处与鬼为邻，几百年犹难扫尽。今日仅仅挖了几堆朽骨，便以为问题解决，太轻敌了。至于庙，连一个也未动。”这篇词在《浙江日报》头版刊登，成为了拆坟的导火索。12月2日夜里，苏小小墓、于谦墓、武松墓、林和靖墓在内的西湖三十多座墓冢遭到突击拆毁，与辛亥革命有关的裘绍、尹维峻夫妇、徐锡麟、陶成章被合葬一处，苏曼殊、林启、徐寄尘、惠兴、林寒碧则被合葬别处，政府于12月15日在鸡笼山马坡岭修建了10座合葬墓，并且规定苏小小墓、林和靖墓、冯小青墓、马鞠香墓，鹤冢、马冢、齿冢等“拆除后不予重建”。12月9日，《浙江日报》又发表报道赞扬了“西湖园林清理坟墓碑塔”的行动清理封建腐化、消除与‘鬼’为邻的不合理现象、拥护社会主义革命事业。此后鸡笼山马坡岭脚的15亩土地就成为拆除墓地的终点，西湖清理出来的墓地需要重建的都到这里“过集体生活”。1965年1月28日中央向浙江省委指示：“土偶妖骸所指很广，并不限于有形的庙坟，一切旧文化中的偶像骸骨都包括在内，对这些东西必须进行很艰巨的长期的斗争。”当天夜里，浙江省拆毁了西湖边最后一座墓葬——秋瑾墓。3月6日，杭州市委报告称“彻底革命、除旧立新”的拆墓运动拆毁墓葬654座，同时云栖寺莲池塔坛和佛像、六和塔内三十一个菩萨、岳庙牌坊、于谦牌坊、灵隐路九里松附近葬有司徒雷登家族成员的基督教新教传教士墓群也被当作“土偶妖骸”受到拆毁。

## 重建
文革结束之后，这些墓葬部分得到了修复。1980年代初，秋瑾孙女写信给邓颖超称希望为祖母扫墓，于是秋瑾墓在1981年重建。后来，迁葬到马坡岭的辛亥英烈徐锡麟、陈伯平、马宗汉、陶成章、沈由智、楊哲商和浙军攻克金陵陈亡将士墓，以及后续加入的裘绍、尹维峻夫妇和姚勇忱，又被集体迁移到南天竺，以此建立了辛亥革命烈士陵园。留在原地的苏曼殊、林启、惠兴、徐自华、林寒碧等，在2005年12月5日建成“西湖文化名人墓地纪念碑”作为标记。龙井深处的胡则墓则于2001年恢复。2004年杭州市政府为了恢复西湖六朝古迹，将苏小小墓、武松墓重新修建，但苏小小墓的修建还是引发社会争议。南屏山上的魏源墓则在1970年代文革的时候改造成猪圈，2002年确定位置，2005年立碑，2018年重建。